# Titanbonifica-Benotto
Titanbonifica-Benotto, Alba Cucine-Benotto oder Magniflex-Centroscarpa war ein italienisches Radsportteam, das von 1986 bis 1989 bestand. Nicht zu verwechseln mit dem von 1973 bis 1981 bestehenden Teams Magniflex.

## Geschichte
Das Team wurde 1986 unter der Leitung von Roberto Poggiali und Domenico Garbelli gegründet. 1986 gelag dem Team kein Sieg aber ein zweiter Platz beim Gran Piemonte. Neben den Siegen konnte 1987 noch dritte Plätze beim Gran Premio Industria e Commercio di Prato sowie bei der Nachwuchswertung des Giro d’Italia erzielt werden. 1988 wurden zweite Plätze beim Grosser Preis des Kantons Aargau, Giro dell’Appennino und Gran Premio Industria & Artigianato erreicht. 1989 wurde der zweiter Platz beim Memorial Gastone Nencini, ein dritter Platz bei der Coppa Bernocchi und ein fünfter Platz bei der Coppa Agostoni erreicht. Nach der Saison 1989 löste sich das Team auf.
Hauptsponsoren waren 1986 bis 1987 ein italienischer Matratzenhersteller und 1988 ein italienischer Küchenhersteller.

## Erfolge
1987
- Tre Valli Varesine
- zwei Etappen Coors Classic

1989
- Giro dell’Umbria
- Giro di Romagna
- eine Etappe Giro di Puglia

## Monumente-des-Radsports-Platzierungen
| Monument            | 1986 | 1987 | 1988 | 1989 |
| ------------------- | ---- | ---- | ---- | ---- |
| Mailand–Sanremo     | –    | 41   | 32   | –    |
| Lombardei-Rundfahrt | 25   | 17   | 35   | –    |

## Grand-Tour-Platzierungen
| Grand Tour            | 1986 | 1987 | 1988 | 1989 |
| --------------------- | ---- | ---- | ---- | ---- |
| Vuelta a EspañaVuelta | –    | –    | 32   | 67   |
| Giro d’ItaliaGiro     | 25   | 24   | 25   | –    |

## Bekannte Fahrer
- Franco Ballerini (1986–1987)
- Cesare Cipollini (1986)
- Rodolfo Massi (1987)
- Stefano Colage (1988–1989)
- Gianbattista Baronchelli (1989)
- Maximilian Sciandri (1989)